# Nationaal park Grasslands
Het Nationaal park Grasslands (Engels: Grasslands National Park) is een nationaal park in Canada. Het ligt in het zuiden van de provincie Saskatchewan, aan de grens met de Verenigde Staten, waar het park grenst aan de staat Montana. Het park werd opgericht in 1981. Met een oppervlakte van 907 km² is het een van de kleinere nationale parken in Canada. Het park wordt beheerd door Parks Canada.
Karakteristiek aan het park zijn de grote oppervlaktes grasland.
In oktober 2009 werd 527 km² van het park bovendien beschermd als Canadees Dark Sky Preserve, een zone waarin minimaal kunstmatig licht de duisternis verstoort, dat gebied wordt aangeduid als de Grasslands Dark Sky Preserve.

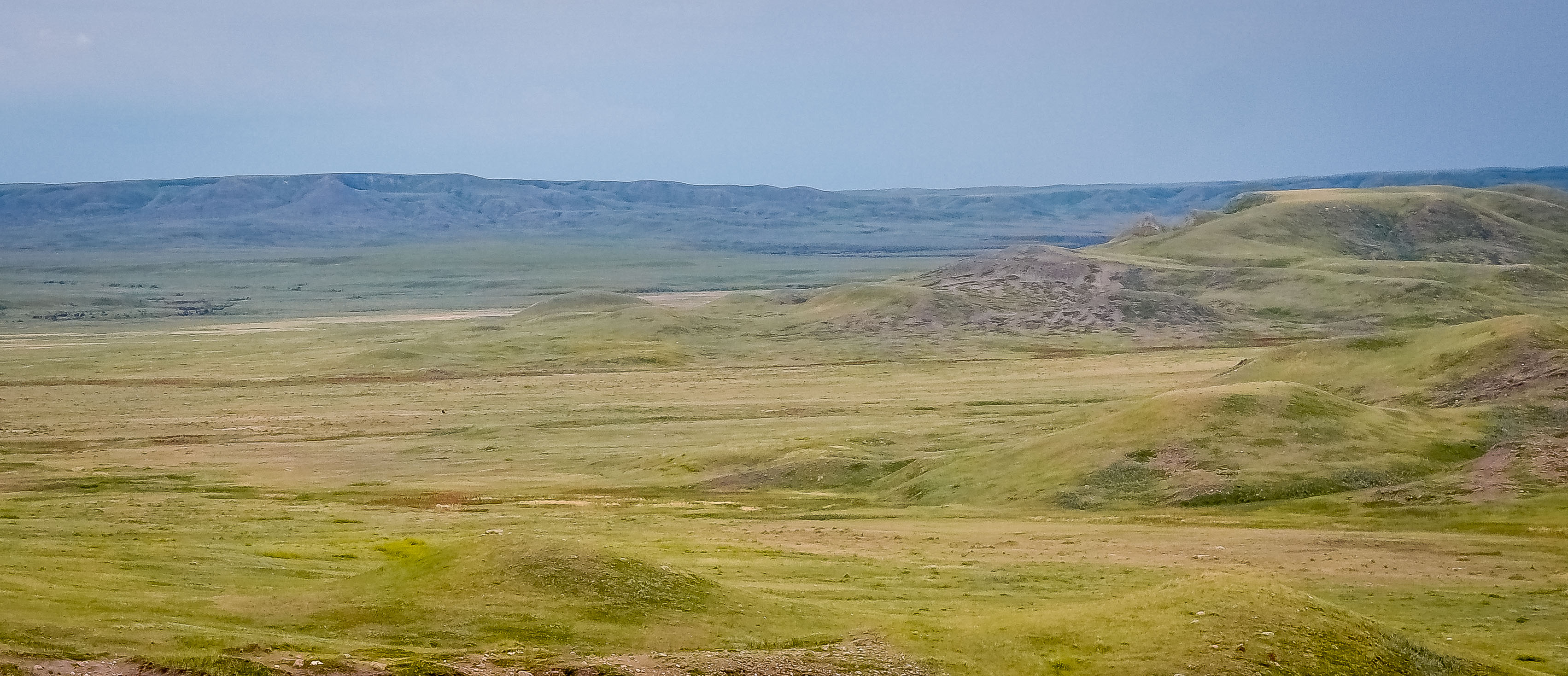
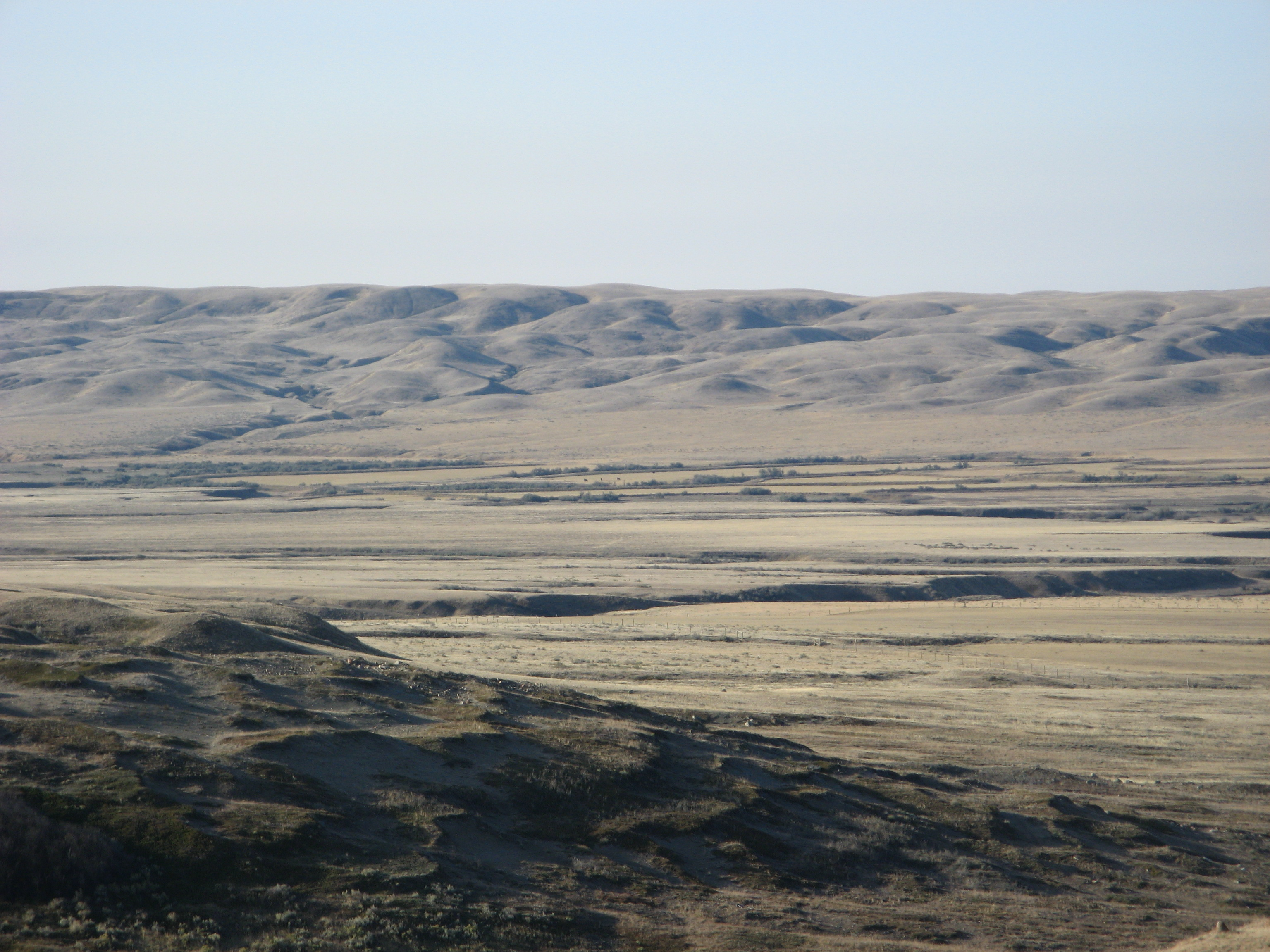
Vallei van de Frenchman River